# Henrik Rafaelsen
Henrik Rafaelsen, né en 1973 à Kristiansand (Norvège), est un acteur norvégien.

## Filmographie

### Au cinéma
- 1997 : Kärlek och hela alltihopa
- 1998 : I.K. - Ivar Kreuger
- 1999 : Ett litet rött paket
- 2002 : Elina - Som om jag inte fanns : Einar Björk
- 2002 : S.P.U.N.G
- 2003 : Number One
- 2005 : Izzat, les versets du mal : Lærer
- 2005 : Rubinbröllop
- 2005 : Tommys Inferno : Tommys Far
- 2007 : 5 løgner : Jørn
- 2009 : Engelen : Lærer 2
- 2010 : Happy Happy : Sigve
- 2010 : Limbo (no) : Jo
- 2010 : Om Avstand
- 2011 : Skogens dyp
- 2011 : The Monitor : Mannlig doktor
- 2012 : Mer eller mindre mann : Henrik
- 2013 : Lilyhammer
- 2014 : Blind : Un rêve éveillé : Morten
- 2014 : Kampen for tilværelsen
- 2014 : Svenskjävel : Steffen
- 2016 : Ambulance
- 2016 : Bienvenus ! : UDI-mannen
- 2016 : Pyromaniac : Lensmannen
- 2017 : Thelma : Trond
- 2017 : VampyrVidar : Pasteur Tor Magne Abrahamsen
- 2018 : Conspiracy of Silence
- 2018 : Unga Astrid : Blomberg
- 2019 : Psychobitch : Pål
- 2019 : The Birds : Jørgen

### À la télévision
- 1999 : S : t Mikael : Traumaenheten (sv)
- 2003 : De drabbade
- 2015 : Acquitté (Frikjent) : Lars
- 2020 : Bloodride : Alex

## Récompenses et distinctions
- Prix Amanda du meilleur acteur 2011
- Prix Kanon du meilleur acteur dans un rôle principal 2017
- (en) Henrik Rafaelsen: Awards, sur l'Internet Movie Database